# Važec
Važec (bis 1927 slowakisch „Vážec“; deutsch (selten) Waagsdorf/Weißwaag, ungarisch Vázsec – bis 1895 Vazsec) ist eine Gemeinde in der nördlichen Mittelslowakei  mit 2372 Einwohnern (Stand 31. Dezember 2024), die zum Okres Liptovský Mikuláš, einem Teil des Žilinský kraj, gehört und in der traditionellen Landschaft Liptau (slowakisch Liptov) liegt. 

## Geographie

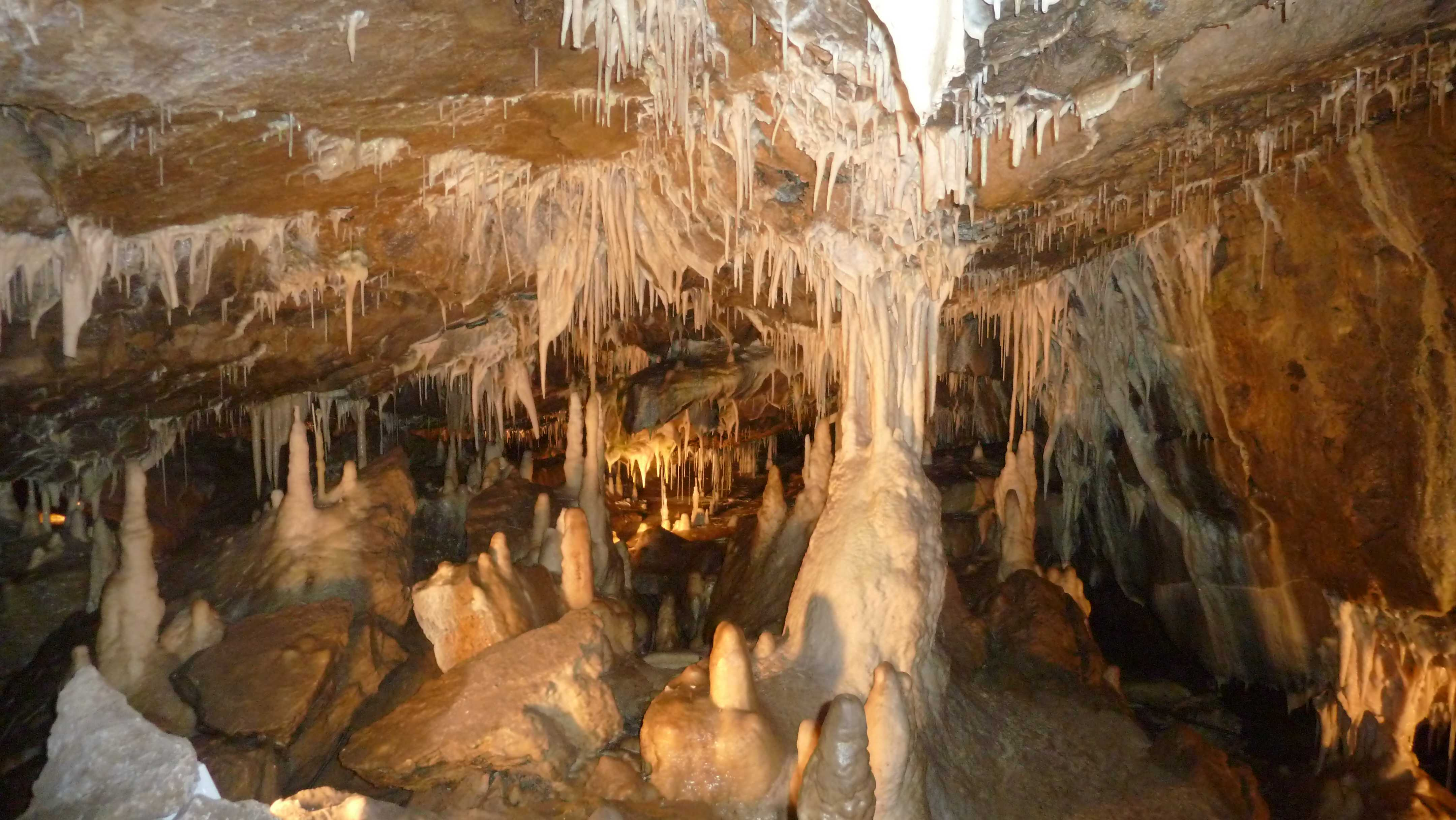
Die Tropfsteinhöhle bei Važec

Važec befindet sich im Talkessel Podtatranská kotlina am Waag-Quellfluss Biely Váh (Weiße Waag) am Fuße des Gebirges Kozie chrbty und der Hohen Tatra. Das fast 59,7 km² große Ortsgebiet reicht vom anderen Waag-Quellfluss Čierny Váh im Süden bis zu den Tatra-Vorbergen im Norden. Nahe dem Ort liegt die Važecer Tropfsteinhöhle. An die ehemalige Zugehörigkeit zur Gemeinde Važec erinnert der Name des Tals Važecká dolina unterhalb des Kriváň. Das Ortszentrum liegt auf einer Höhe von 792 m n.m. und ist 22 Kilometer von Liptovský Hrádok, etwa 25 Kilometer von Poprad (Deutschendorf) und 30 Kilometer von Liptovský Mikuláš (Sankt Nikolaus in der Liptau) entfernt.
Nachbargemeinden sind Vysoké Tatry (Katastralgemeinde Štrbské Pleso) im Norden, Štrba im Osten, Liptovská Teplička im Süden und Východná im Westen.

## Geschichte

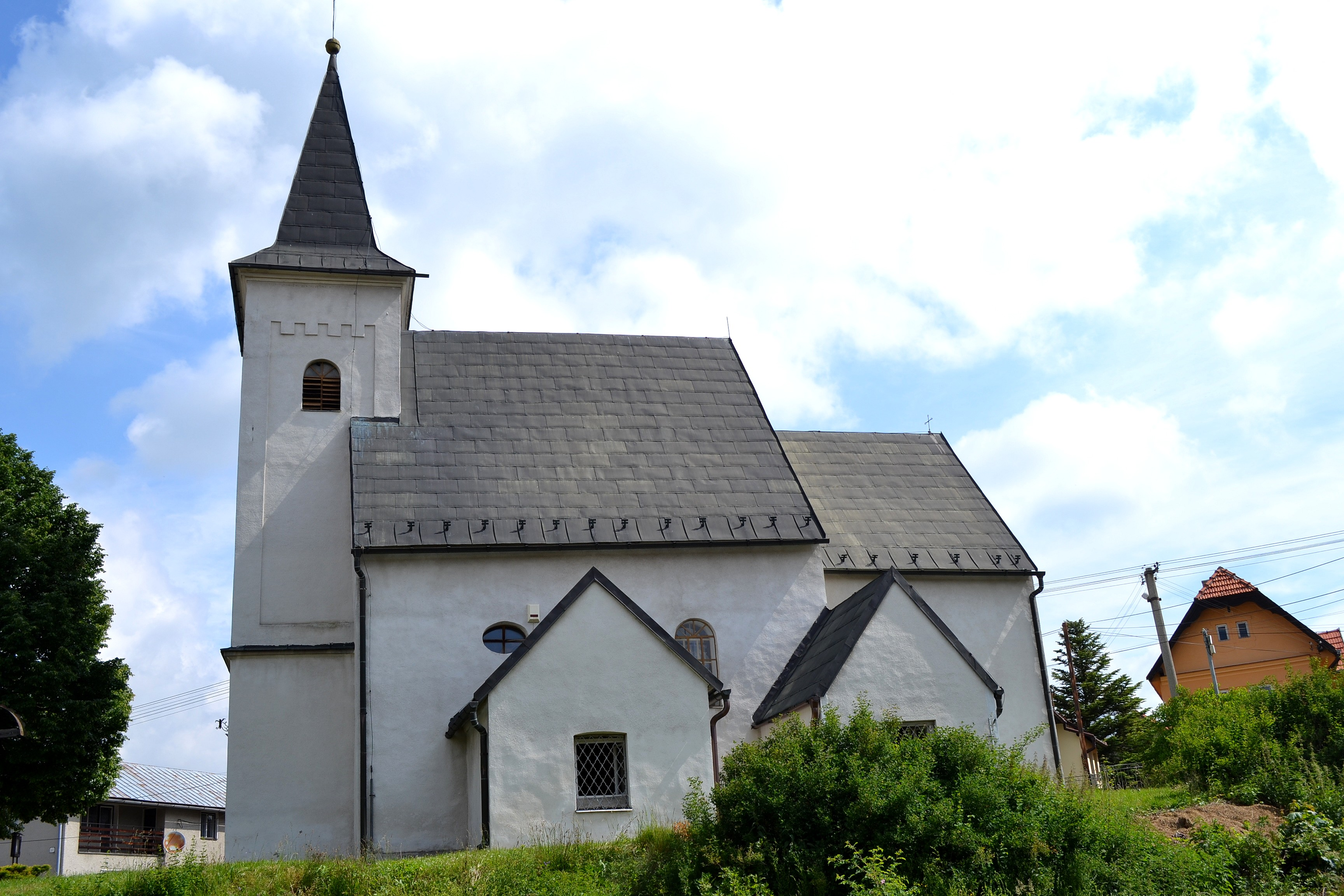
Römisch-katholische Kirche in Važec

Važec wurde im 13. Jahrhundert gegründet, als der comes Bohumír 1269 ein überwiegend bewaldetes Stück Land zwischen dem Bach Hybica und der Grenze zur Gespanschaft Zips erhielt, um es zu besiedelt. Der Ort wurde namentlich 1280 als Vasych schriftlich erwähnt, weitere historische Namen sind unter anderen Wazych (1286), Z Wascze (1480), Wasewcz (1492), Wažece (1773) und Wažec (1786). Der erste Erbrichter war ein Gerhard aus der Zips, im Mittelalter und in der frühen Neuzeit entwickelte sich Važec als ein Städtchen mit Marktrecht und Gerichtsbarkeit. Die Rechte bestanden bis zum frühen 17. Jahrhundert, als die drei Familien aus den Nachfahren von Bohumír, Szentiványi, Szmrecsányi und Bán, mit dem ersten schriftlichen Urbar die Freiheiten der Bürger begrenzten. 1545 ging die Mehrheit der Einwohner zum evangelischen Glauben über. Noch im 16. Jahrhundert nahmen die Bergwerke am Hang des Kriváň ihre Arbeit auf, im 17. Jahrhundert litt der Ort wegen häufiger Standesaufstände. Der slowakische Räuberführer Juraj Jánošík agierte 1712 in der Gegend.
1715 wohnten hier 63, 1720 nur noch 48 Steuerzahler. 1784 hatte die Ortschaft 153 Häuser und 1489 Einwohner, 1828 zählte man 197 Häuser und 2093 Einwohner, die als Schaf- und Viehhalter, Holzfäller und -händler tätig waren; weiter verkauften sie Schnittware und waren auch als Schindelmacher, Flößer und Fuhrleute beschäftigt. Ab 1871 arbeitete ein Teil der Einwohner an der Eisenbahn. 1831 und 1855 suchten zwei Cholera-Epidemien die Gemeinde heim. 
Bis 1918 gehörte der im Komitat Liptau liegende Ort zum Königreich Ungarn und kam danach zur Tschechoslowakei, 1993 schließlich zur Slowakei. Auch in der ersten tschechoslowakischen Republik dominierten traditionelle Einnahmequellen. Am 17. Juli 1931 brannte fast der gesamte Ort (461 Häuser) nieder. Wegen der Gründung der Stadt Vysoké Tatry musste Važec 1947 ein Drittel des Gemeindegebiets (in der Hohen Tatra) an diese Stadt abtreten.

## Bevölkerung
| Jahr                | 1994 | 2004    | 2014    | 2024    |
| ------------------- | ---- | ------- | ------- | ------- |
| Anzahl der Personen | 2399 | 2381    | 2361    | 2372    |
| Unterschied         |      | −0,75 % | −0,83 % | +0,46 % |

| Jahr                | 2023 | 2024    |
| ------------------- | ---- | ------- |
| Anzahl der Personen | 2361 | 2372    |
| Unterschied         |      | +0,46 % |

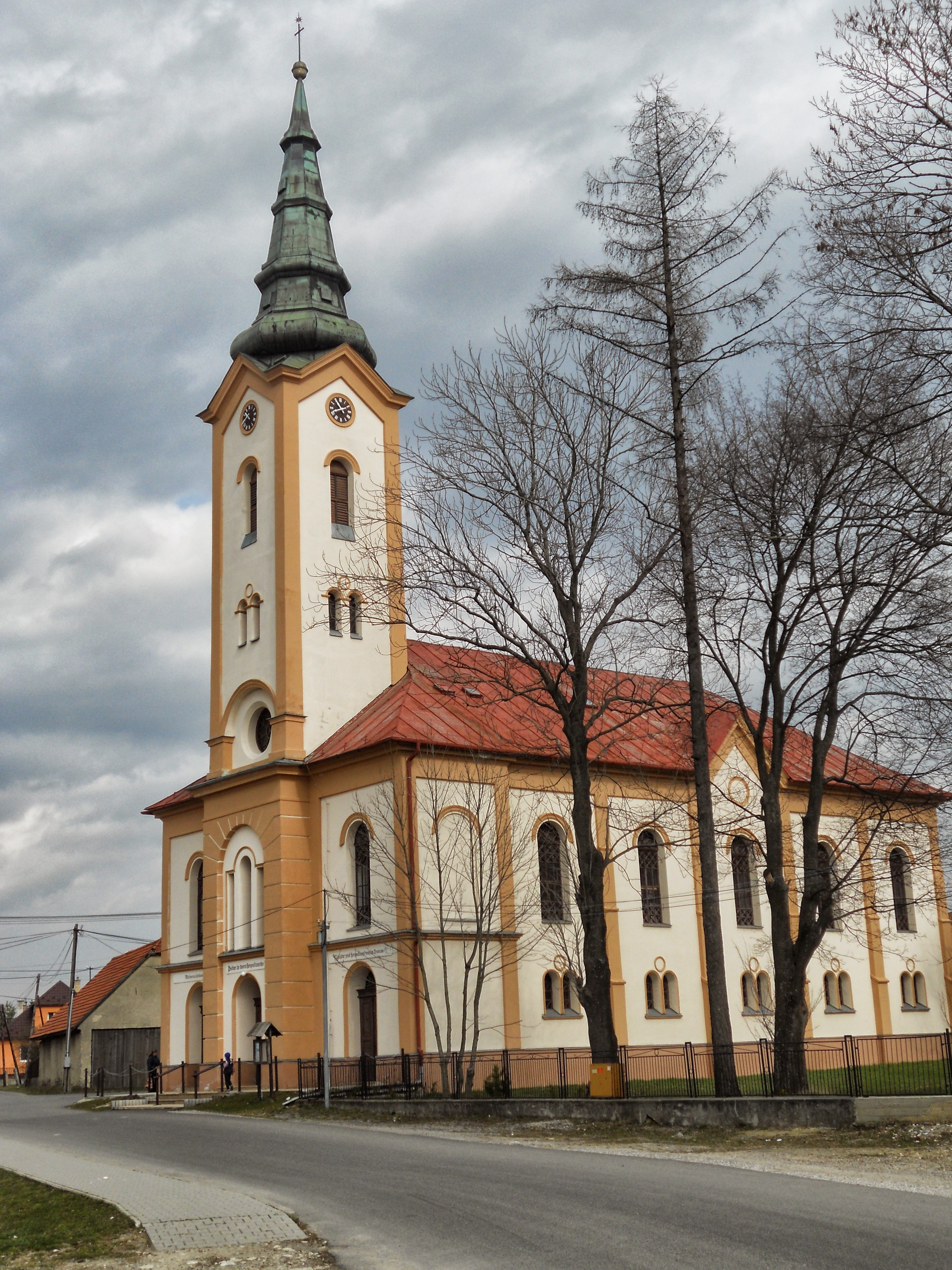
Evangelische Kirche

Gemäß der Volkszählung 2011 wohnten in Važec 2387 Einwohner, davon 2065 Slowaken, 157 Roma, sechs Tschechen, zwei Deutsche sowie jeweils ein Kroate und Pole. 155 Einwohner machten keine Angabe zur Ethnie.
1285 Einwohner bekannten sich zur Evangelischen Kirche A. B., 769 Einwohner zur römisch-katholischen Kirche, 17 Einwohner zu den Zeugen Jehovas, 10 Einwohner zu den Baptisten, acht Einwohner zur griechisch-katholischen Kirche, fünf Einwohner zur apostolischen Kirche, zwei Einwohner zu den christlichen Gemeinden sowie jeweils ein Einwohner zu den Mormonen, zu den Siebenten-Tags-Adventisten, zur evangelisch-methodistischen Kirche, zur jüdischen Gemeinde und zur orthodoxen Kirche. 14 Einwohner gehörten zu einer anderen Konfession, 72 Einwohner waren konfessionslos und bei 200 weiteren wurde die Konfession nicht ermittelt.

## Bauwerke und Denkmäler
- römisch-katholische Kirche, ursprünglich im gotischen Stil im späten 13. Jahrhundert errichtet, 1736 barock gestaltet und 1910 komplett umgebaut
- evangelische Kirche im neogotischen Stil aus dem Jahr aus den Jahren 1889–1892
- Museum der Volkskultur Važec

## Verkehr
Die Gemeinde liegt direkt an der Autobahn D1 (E 50) und besitzt eine eigene Autobahnausfahrt am Kilometer 303. Parallel zur Autobahn verläuft die Cesta I. triedy 18 („Straße 1. Ordnung“), durch das bebaute Ortsgebiet führt die abzweigende Cesta III. triedy 2343 („Straße 3. Ordnung“) weiter ostwärts nach Štrba. Die Haltestelle an der Bahnstrecke Žilina-Košice liegt direkt im Ort.

## Partnergemeinde
- Blatná, Tschechien

## Andere

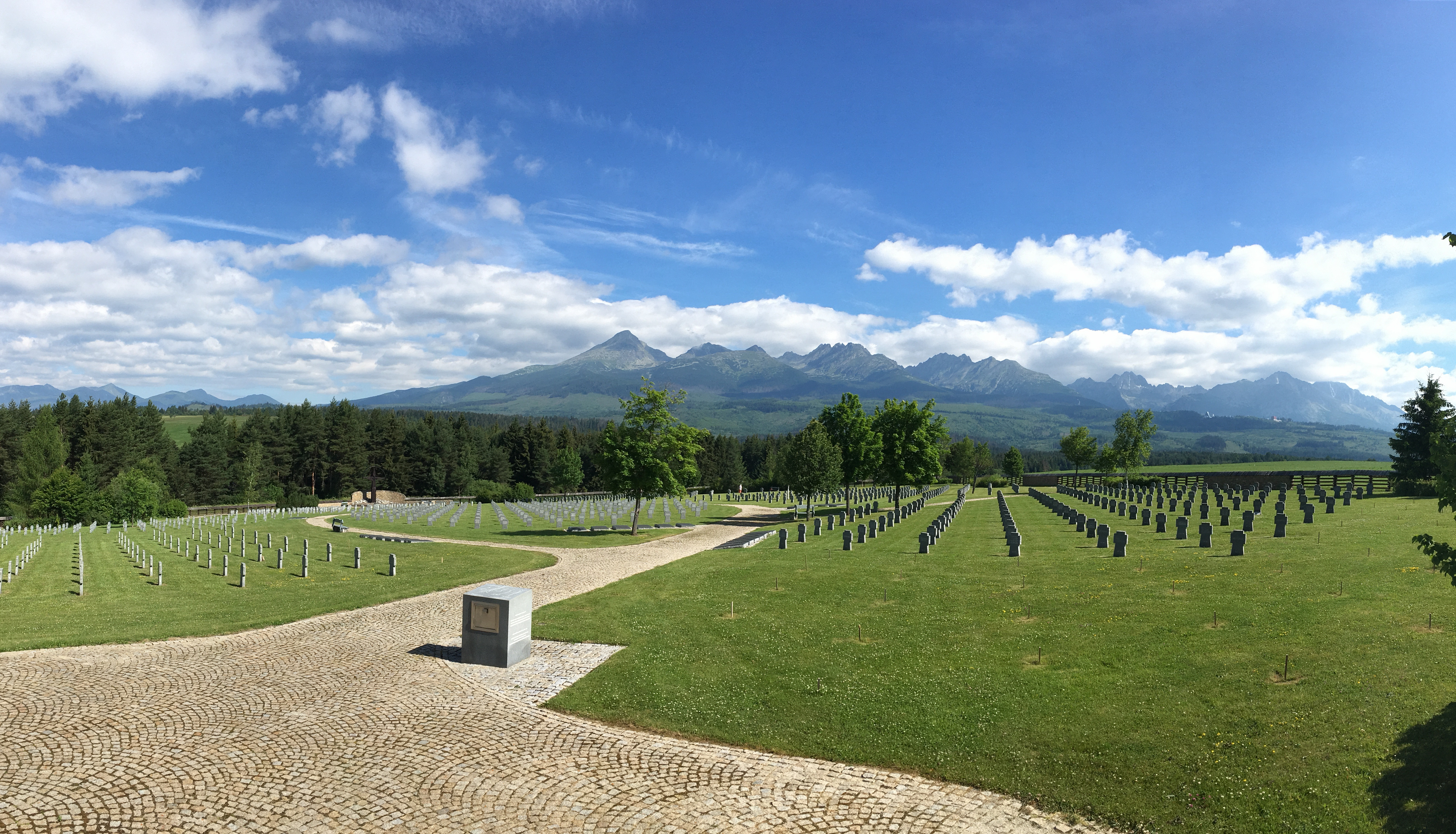

In Važec existiert eine Kriegsgräberstätte für die Gefallenen der West- und Mittelslowakei in den beiden Weltkriegen. Sie bietet Raum für 8000 Gräber.

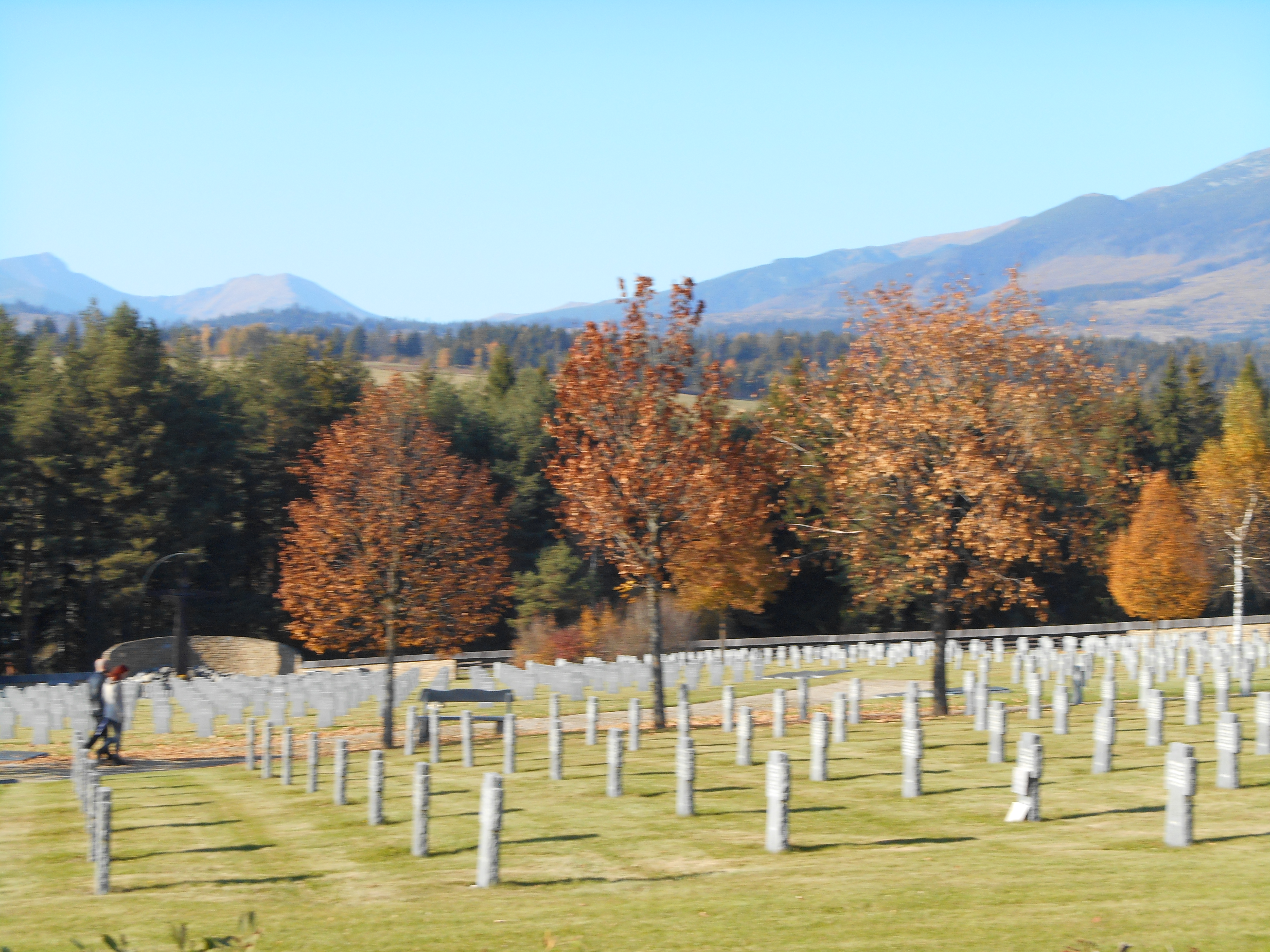
Militärfriedhof Važec, Slowakei
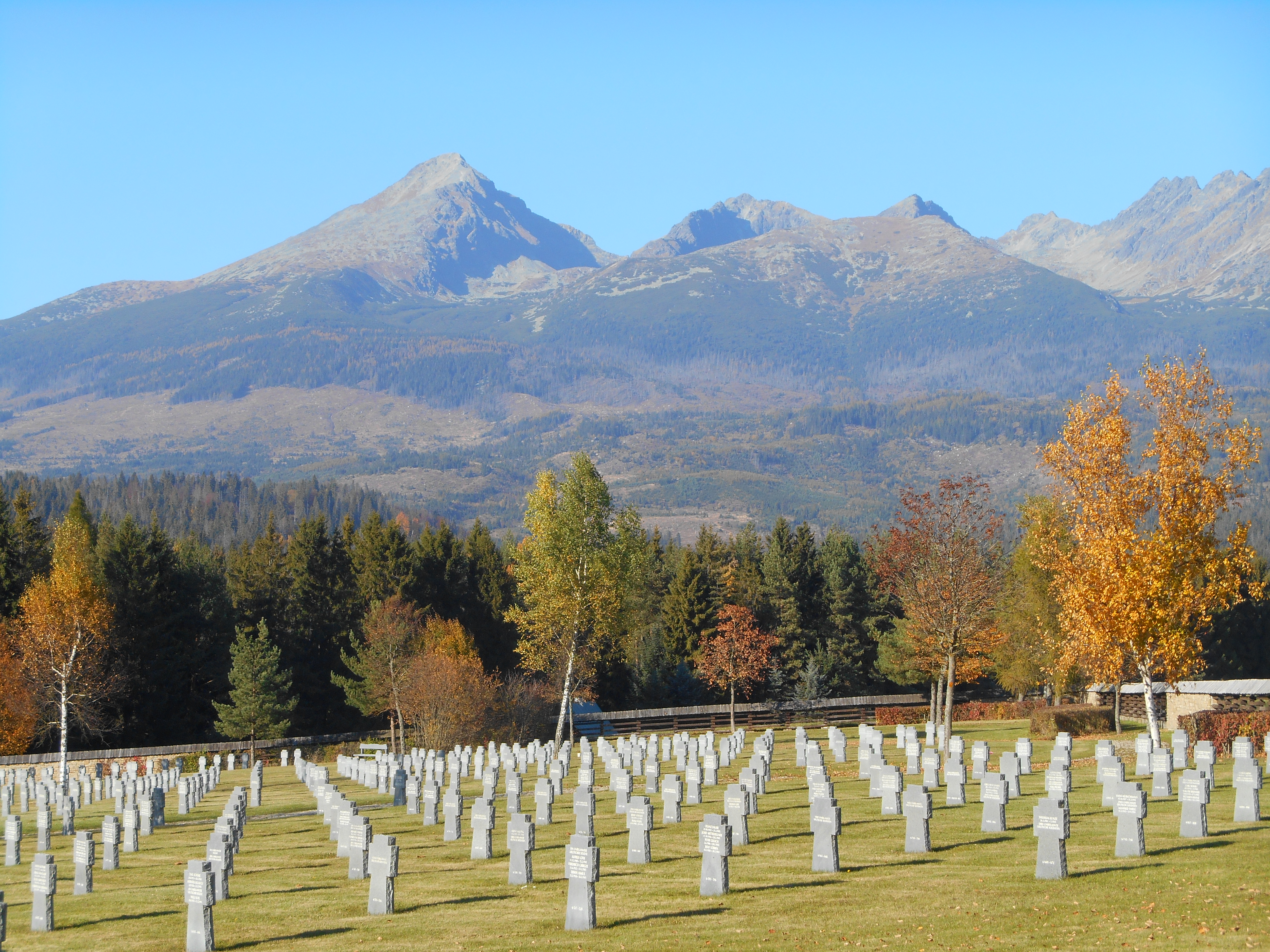
Militärfriedhof Važec, Slowakei

## Persönlichkeiten
- Ján Michalko (* 1912 in Važec; † 1990 in Bratislava) war ein slowakischer evangelischer Theologe, Generalbischof, Hochschullehrer und Friedensaktivist
- Ján Ilavský (* 1942), Skilangläufer